# Peperomia pontina
Peperomia pontina är en pepparväxtart som beskrevs av William Trelease. Peperomia pontina ingår i släktet peperomior, och familjen pepparväxter. Inga underarter finns listade i Catalogue of Life.